# Рябинник Ольги
Ряби́нник О́льги (лат. Sorbaria olgae) — вид двудольных растений рода Рябинник (Sorbaria) семейства Розовые (Rosaceae). Впервые описан российским ботаником Юрием Дмитриевичем Цинзерлингом в 1926 году.
В настоящее время рассматривается как разновидность рябинника войлочного (Sorbaria tomentosa var. tomentosa).

## Распространение и среда обитания
Растение с очень узким ареалом, включавшим в себя Узбекистан и Киргизию. Узбекская популяция к настоящему моменту считается вымершей, киргизские экземпляры также не наблюдаются в течение длительного времени.
Последнее известное местообитание растения находилось в окрестностях села Шахимардан (эксклав Узбекистана на территории Киргизии) на северном склоне Алайского хребта.

## Ботаническое описание
Кустарник.
Ветви голые.
Листья сложные, состоят из 15—19 яйцевидно-ланцетных заострённых листочков, голых с верхней части и слегка опушённых с нижней.
Плод — листовка.
Цветёт в мае, плодоносит в июле.
Слабоизученный вид.

## Природоохранная ситуация
Рябинник Ольги занесён в Красные книги Узбекистана и Киргизии; ранее его вносили также в Красную книгу СССР. Имеет неясный охранный статус согласно данным Международного союза охраны природы.
Никаких данных о численности, лимитирующих факторах либо потенциальных угрозах не имеется.